# Swan Songs B-Sides EP
Swan Songs B-Sides EP är en EP av Hollywood Undead, som släpptes den 23 juni 2009, och består av 4 B-sidor som spelades in under Swan Songs-sessionen, men inte kom med på albumet.
Dessa fyra låtar var tidigare tillgängliga som bonusspår på olika utgåvor av albumet. "The Loss" släpptes på Indie Store-utgåvan och "The Natives" släpptes på Smartpunk-utgåvan, medan både "Pain" och "Knife Called Lust" släpptes på UK och japanska utgåvorna av albumet. "Pain" fanns även med på Itunes-utgåvan.

## Låtlista
| Nr | Titel             | Längd |
| -- | ----------------- | ----- |
| 1. | Pain              | 2:41  |
| 2. | The Natives       | 3:40  |
| 3. | Knife Called Lust | 2:59  |
| 4. | The Loss          | 3:15  |

## Medverkande
Hollywood Undead
- Charlie Scene - sång, sologitarr
- J-Dog – keyboard, synthesizer, kompgitarr, sång, skrik
- Deuce - sång
- Da Kurlzz – trummor, slagverk, skrik, sång
- Funny Man – sång
- Johnny 3 Tears – sång

Produktion
- Prouktion, mixing, och mastering av Danny Lohner och Don Gilmore